# Hunchun
Hunchun (cinese: 珲春; coreano: 훈춘) è una città-contea della prefettura autonoma coreana di Yanbian, in Cina. Situata nella parte orientale della provincia dello Jilin, al confine con la Corea del Nord (provincia di Nord Hamgyong) e la Russia (Territorio del Litorale), ha una popolazione totale di 210 281 abitanti (1999).
È suddivisa a livello amministrativo in quattro sotto-distretti e comprende cinque comuni e quattro città: Chunhua (春化镇 / 춘화진), Jingxin (敬信镇 / 경신진), Banshi (板石镇 / 판석진), Ying'an (英安镇 / 영안진).